# Kremmling (Colorado)
Kremmling város az Amerikai Egyesült Államok Colorado államában, Grand megyében. Lakosainak száma 1509 fő (2020. április 1.).

## Népesség
A település népességének változása:
| Lakosok száma | 1578 | 1444 | 1509 |
|               | 2000 | 2010 | 2020 |